# 홍신애
홍신애(1976년 6월 4일 ~ )는 대한민국의 요리연구가이다.

## 학력
- 연세대학교

## 경력
- 2004년 ~ 2005년 쿠켄네트 칼럼니스트[1]
- 2009년 ~ 2011년 중앙일보 셰프배틀 심사위원
- 2013년 인천문예직업전문학교 전문 교수
- 2013년 나인스파이스 대표
- 2013년 쌀가게 by 홍신애 오너셰프

## 방송
- 2007년 KBS2 감성매거진 행복한 오후
- 2008년 EBS1 최고의 요리비결
- 2008년 ~ 2009년 KBS 제2FM 박수홍의 두근두근 11시
- 2009년 ~ 2010년 KBS2 리빙쇼 당신의 여섯시
- 2011년 SBS 출발 모닝와이드
- 2011년 ~ 2012년 홈메이트쿡
- 2015년 ~ 2019년 tvN 수요미식회
- 2019년 TV조선 식객 허영만의 백반기행
- 2022년 SBS 식자회담 - 국가발전 프로젝트
- 2025년 TV조선 식객 허영만의 백반기행 (With 여경래)